# Lófő
Lófő (deutsch „berittene Krieger“, wörtlich „Pferdekopf“, lateinisch eques bzw. primipilus) bezeichnete einen sozialen Stand unter den Széklern, einer ungarischen Bevölkerungsgruppe in Siebenbürgen.

## Geschichte
Die Székler waren ursprünglich frei von Ständen, bis sie von König Matthias Corvinus per Dekret im Jahr 1473 in drei soziale Klassen eingeteilt wurden. Ganz oben befanden sich die Főszékelyek (dt. Hauptmänner, lat. primores). Zu ihnen gehörte, wer mindestens drei Kavalleristen aufstellen konnte. Darunter galten als Lófő (equites bzw. primipili) jene Personen, deren Vorfahren bereits berittene Soldaten waren, und es sich leisten konnten mit dem eigenen Pferd in den Krieg zu ziehen. Als unterste Schicht galten die Gyalog (dt. gemeine Szekler bzw. Darabanten, lat. pixidarii), sie bestanden aus Personen, deren Vorfahren in der Infanterie dienten. Anfangs machten die Lófő etwa 8–10 % der Szekler Bevölkerung aus, im Laufe der Jahre sank ihre Zahl.
Der soziale Rang wurde 1947 per Gesetz abgeschafft.

## Bekannte Personen (Auswahl)
- Balázs Ördög (1575–1645), szekler Freiheitskämpfer
- Géza Lakatos (1890–1967), ungarischer General
- Béla Miklós (1890–1948), ungarischer Offizier und Staatsmann
- Vilmos Nagy (1884–1976), ungarischer General und Verteidigungsminister